# Wings
Wings (englisch für „Flügel“), auch zeitweise Paul McCartney and Wings genannt, war eine von 1971 bis 1981 bestehende Rockband von Paul McCartney mit seiner ersten Ehefrau Linda McCartney und Denny Laine sowie weiteren Musikern. Die Gruppe war das erfolgreichste Projekt eines Ex-Beatles und gehört mit zwölf Top-10-Singles in Großbritannien und 13 Top-10-Singles (davon fünf Nummer-eins-Hits) in den Vereinigten Staaten sowie je neun Top-10-Alben in Großbritannien und den USA (davon fünf Nummer-eins-Alben) zu den erfolgreichsten Bands der 1970er Jahre.

## Geschichte
Nach Auflösung der Band The Beatles veröffentlichte Paul McCartney im April 1970 sein Soloalbum McCartney und im Mai 1971 zusammen mit seiner Frau Linda das Album Ram. Im August desselben Jahres gründeten sie, nachdem Paul McCartney im Fernsehen Johnny Cash mit Band hatte auftreten sehen, mit dem US-amerikanischen Schlagzeuger Denny Seiwell, der schon beim Album Ram mitgewirkt hatte, und dem Gitarristen Denny Laine (zuvor bei Moody Blues) die Gruppe Wings, in der Linda McCartney sang und Keyboard spielte. Der Bandname war eine Idee von Paul McCartney, der, während seine zweite Tochter Stella in einem Brutkasten intensivmedizinisch versorgt wurde, an einen Engel mit großen Flügeln dachte. Zunächst spielte die Band auf ihrer University Tour für Studentengewerkschaften von Universitäten. Das Spielen von bekannten und von Veranstaltern angefragten Beatles-Lieder wie Yesterday lehnte Paul McCartney ab. Das erste Album Wild Life wurde im Dezember 1971 veröffentlicht; es erreichte Platz 10 in den USA und erhielt überwiegend negative Kritiken. 1972 brachte die Gruppe, inzwischen durch den nordirischen Gitarristen Henry McCullough verstärkt, drei Singles heraus.
In Give Ireland Back to the Irish (Februar 1972) setzte McCartney sich mit dem Bloody Sunday in Derry auseinander. Der von Joseph Lockwood, dem Chef von EMI, abgelehnte Song wurde, produziert von den McCartneys, in den Abbey Road Studios aufgenommen und 1972 auf Single veröffentlicht, kam, wie von Lockwood erwartet, auf den Index der BBC und wurde somit in deren Radioprogrammen nicht gespielt. In Irland und Spanien erreichte die Platte Platz eins. Gleiches widerfuhr der rockigen Single-A-Seite Hi, Hi, Hi, im Dezember 1972 veröffentlicht, aus deren Text die Musikdirektoren der BBC Aufforderungen zum Drogenkonsum und zu unerwünschten sexuellen Handlungen herauszuhören glaubten. Erfolgreicher war deren B-Seite C Moon, ein Stück im Reggae-Stil. Zwischenzeitlich, im Mai 1972, war das Kinderlied Mary Had a Little Lamb erschienen.
Im Februar 1972 gaben die Wings elf Konzerte in britischen Universitäten, der Wings University Tour, teilweise vor nur einer geringen Zahl von Zuschauern; so waren in Newcastle 400 und in Birmingham 750 Zuhörer anwesend. Das erste Konzert fand im Portland Building der University of Nottingham statt, ohne dass Paul McCartney auf den Plakaten besonders angekündigt wurde.

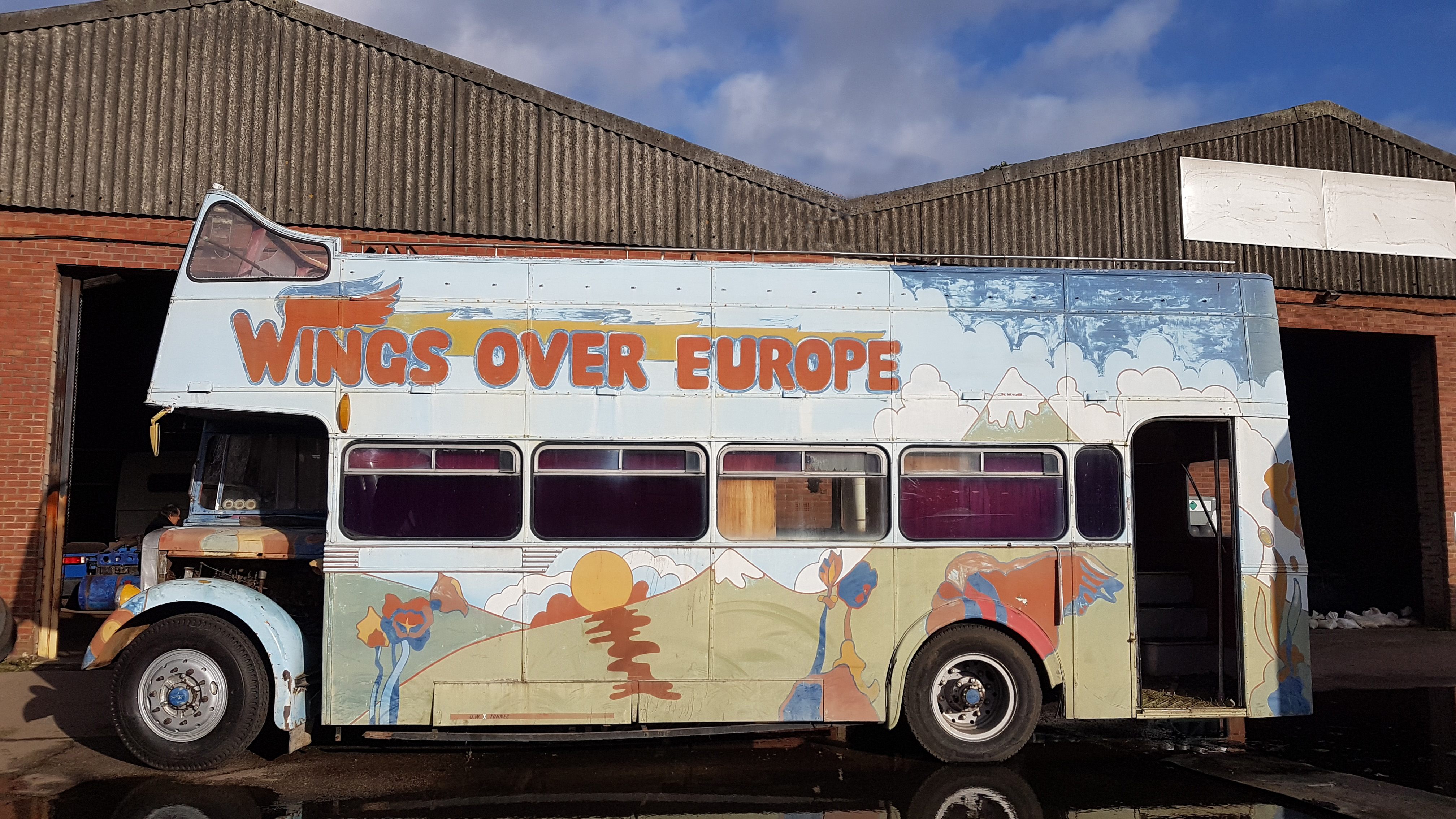
Tourbus der Wings, 1972

Wings in Montreux, 22. Juli 1972

Im selben Jahr begaben sich die Wings mit einem Doppeldeckerbus mit offenem Verdeck auf die Europatournee Wings Over Europe Tour; im Sommer 1973 folgte die Wings 1973 UK Tour, eine Tournee durch Großbritannien.
Mit dem nächsten Album Red Rose Speedway, das 1972 produziert und im Mai 1973 veröffentlicht wurde, erreichten die Wings erstmals die Spitzenposition in den US-amerikanischen Charts; auch die Auskopplung My Love war vier Wochen Nummer 1 in den USA. Als Interpreten wurden nun Paul McCartney & Wings genannt; die Plattenfirma erhoffte sich durch die Nennung McCartneys bessere Verkaufszahlen.
Noch im selben Jahr gelangen den Wings ihre bis dahin größten Erfolge: Die Oscar-nominierte Single Live and Let Die (Juni 1973) aus dem gleichnamigen James-Bond-Film mit Roger Moore und das im Dezember 1973 veröffentlichte Album Band on the Run, das erneut in Großbritannien und den USA die Charts anführte, die Single Band on the Run wurde ein weiterer Nummer-eins-Hit in den USA, der Titel Jet war als Single ebenfalls erfolgreich. Kurz vor den ersten Aufnahmen zu Band on the Run, die in Lagos stattfanden, hatten Denny Seiwell und Henry McCullough die Band verlassen. Im November 1973 veröffentlichte Denny Laine sein erstes Soloalbum mit dem Titel Ahh....Laine, auf dem aber kein weiteres Mitglied der Wings mitwirkte.
Um als Band zusammenzuwachsen, begaben sich die Wings nach Nashville, wo die Bandmitglieder im Haus der Ranch des Songwriters (Green, Green Grass of Home) Curly Putman übernachteten. In der folgenden Zeit veröffentlichten die Wings die Single Junior’s Farm (Oktober 1974) und das Album McGear (September 1974); es ist ein Soloalbum von Michael McCartney, dem Bruder von Paul McCartney, der sich den Künstlernamen Mike McGear gab und auch Mitglied der Gruppe The Scaffold war. Die Band Wings wurde derweil (im Herbst 1974) vom Gitarristen Jimmy McCulloch und dem Schlagzeuger Geoff Britton verstärkt. Britton wurde nach relativ kurzer Zeit durch den Amerikaner Joe English ersetzt.
John Lennon gab in einem im Juni 1975 veröffentlichten Interview seine Meinung zu den Wings wider: “…Wings is almost as conceptual a group as Plastic Ono Band. Plastic Ono was a conceptual group, meaning whoever was playing was the band. And Wings keeps changing all the time. It’s conceptual. I mean, they’re backup men for Paul. It doesn’t matter who’s playing. You can call them Wings, but it’s Paul McCartney music. And it’s good stuff….”

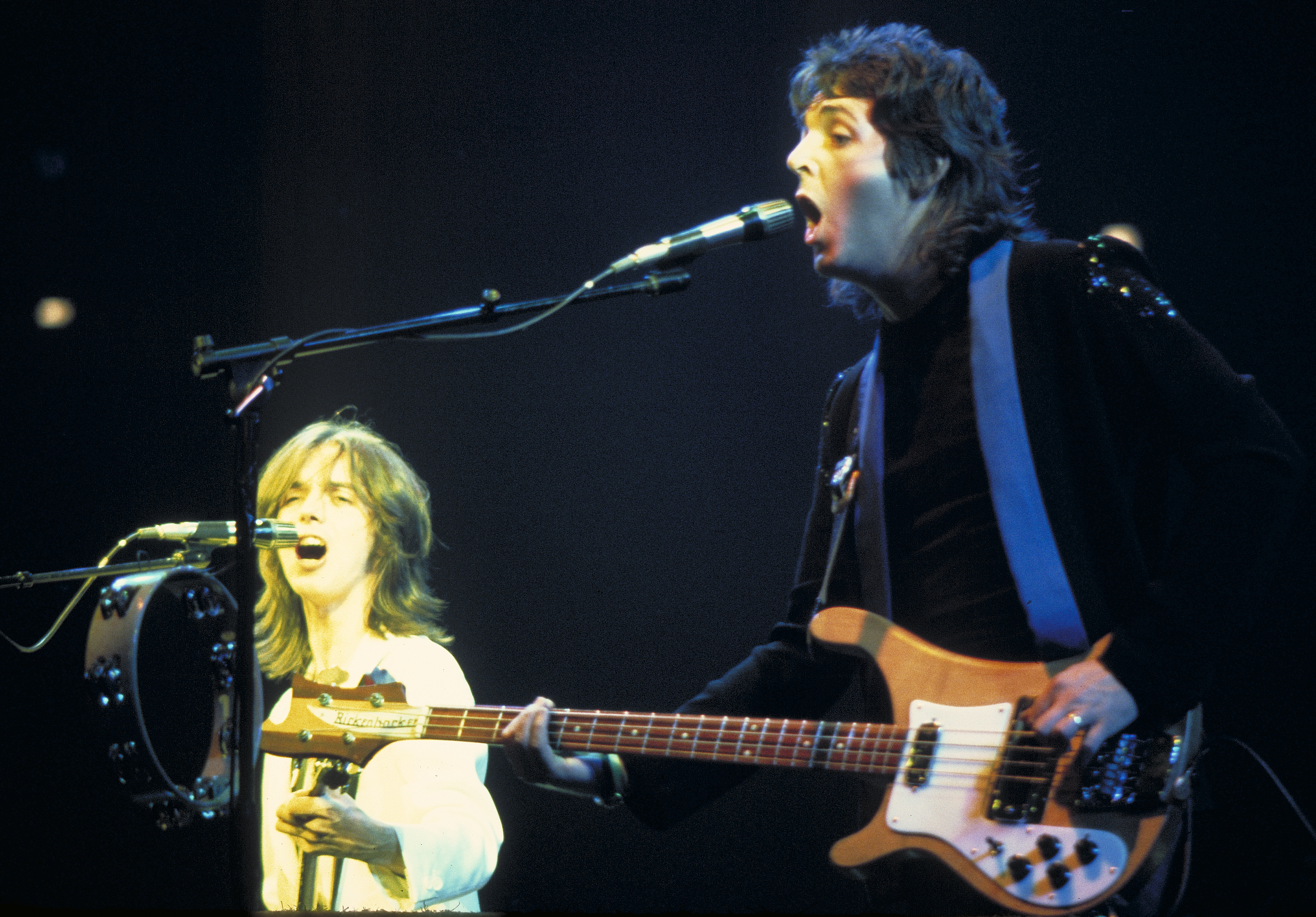
Die Wings 1976 (Jimmy McCulloch und Paul McCartney)

Die Alben Venus and Mars (Veröffentlichung im Mai 1975 mit der Nummer-1-Single Listen to What the Man Said) und Wings at the Speed of Sound (Veröffentlichung im März 1976 mit den Hits Silly Love Songs und Let ’Em In) markierten gemeinsam mit der Welttournee „Wings Over the World Tour“ (1975/1976), aus der das erfolgreiche Live-Album Wings over America (Dezember 1976) hervorging, weitere kommerzielle Erfolge der Wings; so spielten sie unter anderem in Seattle vor über 60.000 Menschen. Alle drei Alben erreichten in den US-amerikanischen Charts Platz eins. Der Konzertfilm Rockshow wurde im Juni 1976, während der Welt-Tournee in Nordamerika, aufgenommen und hatte seine Kinopremiere im November 1980.
Im Sommer 1976 nahmen Paul und Linda McCartney mit Denny Laine zehn Lieder von Buddy Holly auf. Paul McCartney war zu der Aufnahmezeit schon Eigentümer der Rechte an Buddy-Holly-Songs. Denny Laine übernahm den Hauptgesang, und so wurde das Album unter dem Titel Holly Days als zweites Soloalbum von Denny Laine im Mai 1977 veröffentlicht. Das Lied Seaside Woman war die erste Eigenkomposition von Linda McCartney und wurde, da Linda McCartney bei einem Aufenthalt mit Paul McCartney in Jamaika von den Einheimischen mit „Suzy“ (als Bezeichnung für eine blonde weiß Frau) angesprochen wurde und nach dem Markennamen eines von Desnoes & Geddes produzierten Bieres, erstmals unter dem Pseudonym Suzy and the Red Stripes mit der B-Seite B-Side to Seaside im Mai 1977 in den USA und im August 1979 in Großbritannien als Single veröffentlicht. In den USA kam die Single auf Platz 59 der Charts. Jimmy McCulloch und Joe English verließen die Band 1977 während der Aufnahmen zum neuen Album London Town. Jimmy McCulloch starb am 27. September 1979 an den Folgen seines Drogenkonsums. Die McCartneys und Denny Laine beendeten zu dritt das Album. Im November 1977 erschien die Single mit dem von Paul McCartney und Laine verfassten, an schottische Dudelsack-Folklore erinnernden Lied Mull of Kintyre, die McCartneys größter Erfolg in Europa wurde und sogar die Beatles-Singles von den Spitzen der Listen über die „ewigen“ Bestseller ablöste. Dieser Weihnachts-Nummer-eins-Hit war die erste Single, von der in Großbritannien mehr als zwei Millionen Exemplare verkauft wurden, und blieb dort die meistverkaufte Single bis zum Jahre 1984; nur in den USA war sie kein Erfolg. Im März 1978 erschien das Album London Town mit der USA-Nummer-1-Single With a Little Luck. London Town ist das erste Album von Paul McCartney, das in Deutschland die Top-Ten der Charts erreichte; in den USA erreichte es Platz 2 und in Großbritannien Platz 4 der Charts.

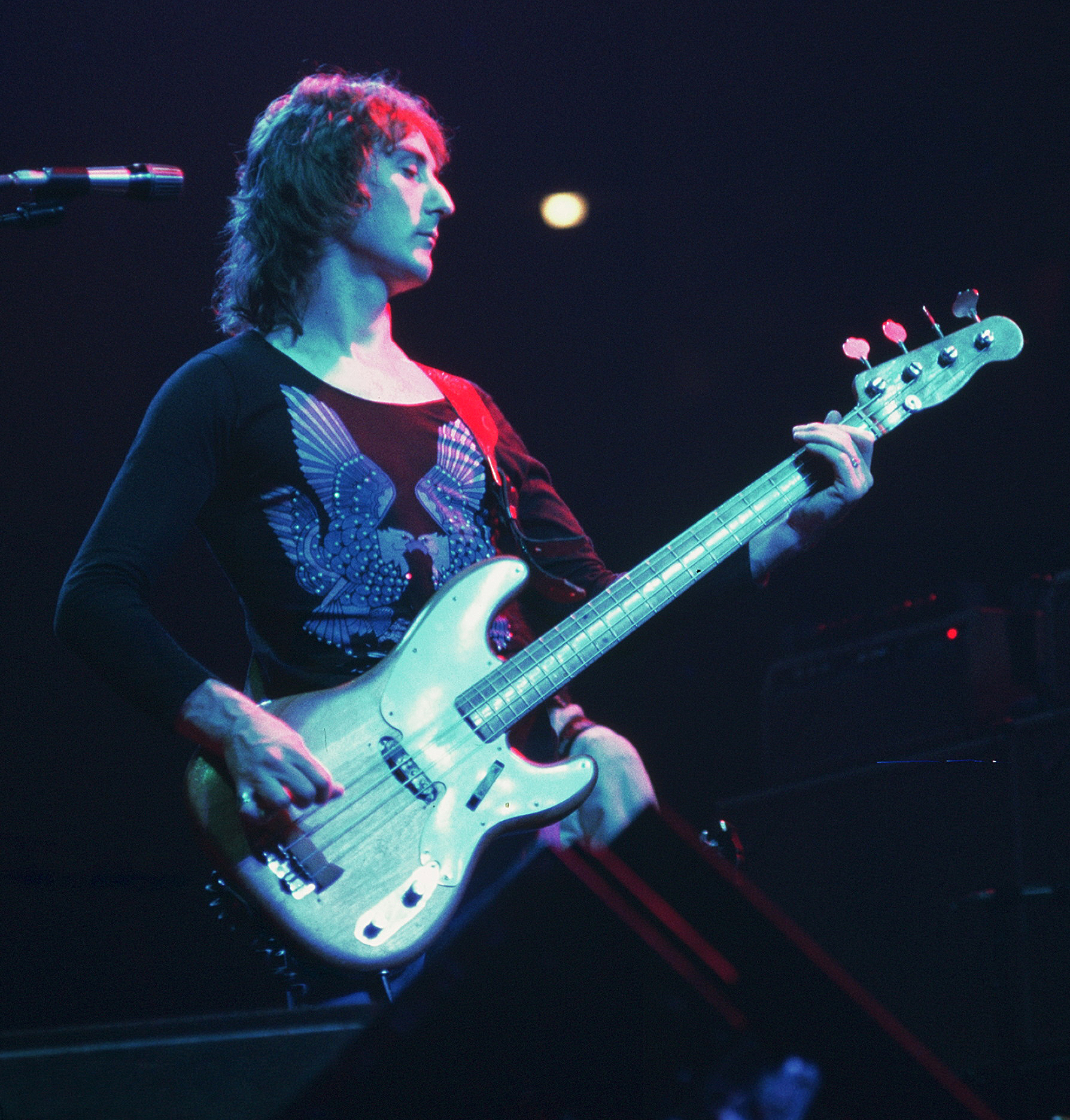
Denny Laine live (1976)

Von 1979 bis 1984 war Paul McCartney in den USA und Kanada bei der Tonträgergesellschaft Columbia Records unter Vertrag. Capitol Records, die Plattenfirma bei der die Wings in den USA unter Vertrag standen, konnte so im Dezember 1978 noch ein Kompilationsalbum von Paul McCartney veröffentlichen, das mit dem Namen Wings Greatest betitelt wurde. In Großbritannien waren die Wings bei Parlophone unter Vertrag.
Mit neuer Besetzung (Steve Holley: Schlagzeug, Laurence Juber: Gitarre) veröffentlichten die Wings im März 1979 die erfolgreiche Single Goodnight Tonight. Das Album Back to the Egg, im Juni 1979 veröffentlicht, wurde trotz zahlreicher prominenter Gastmusiker bei zwei Liedern den hohen Erwartungen hingegen nicht gerecht und war auch kommerziell im Vergleich zu den vorhergehenden Wings-Alben nicht erfolgreich. Im November 1979 gingen die Wings letztmals auf Tournee, der Wings UK Tour 1979, es erfolgten lediglich Konzerte in Großbritannien. Von dem Konzert am 17. Dezember 1979 in Glasgow wurde das Lied Coming Up als B-Seite der Paul-McCartney-Single Coming Up (Studio Version) im April 1980 veröffentlicht. Da in den USA überwiegend die B-Seite im Radio gespielt wurde, ist Coming Up somit die letzte Wings-Single und auch ihr letzter Nummer-eins-Hit.

Im Hammersmith Odeon fanden vom 26. bis zum 29. Dezember 1979 vier von Paul McCartney und Kurt Waldheim, dem Generalsekretär der UNO, organisierte Wohltätigkeitskonzerte für die Einwohner von Kambodscha statt. Im Rahmen dieser Konzertreihe gaben die Wings am 29. Dezember 1979 ihr letztes Konzert. Teile der Konzerte wurden im März 1981 auf der Doppel-Vinyl-LP Concert for the People of Kampuchea veröffentlicht. Eine Wings-Tournee durch Japan kam im Januar 1980 nicht zustande, weil McCartney bei der Einreise wegen Haschischbesitzes verhaftet wurde.

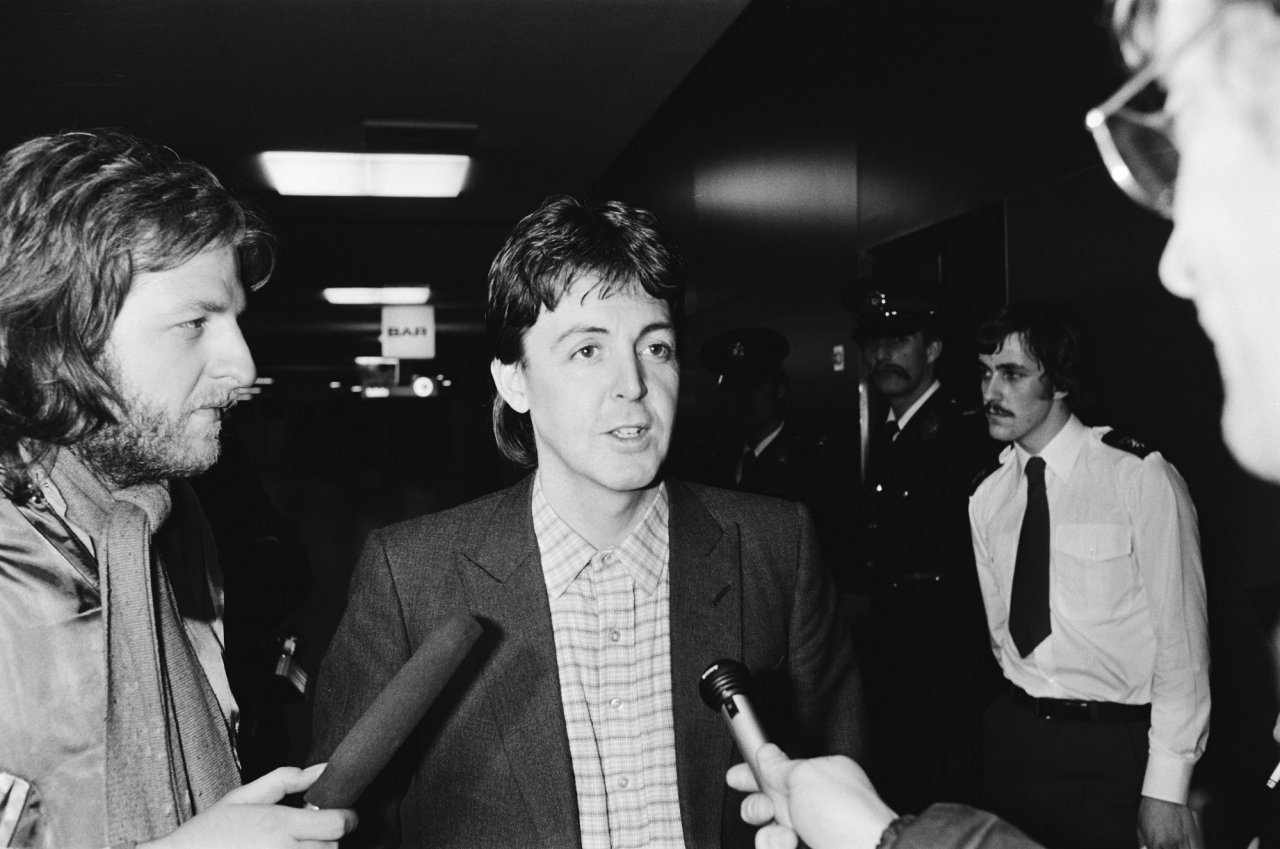
Paul McCartney (Januar 1980)

Im Juli, August und Oktober 1980 bereiteten die Wings ihr neues Studioalbum vor, das aber nicht fertiggestellt wurde. Ende des Jahres 1980 veröffentlichte Denny Laine sein drittes Solo-Album mit dem Titel Japanese Tears, das drei zuvor unveröffentlichte Wings-Lieder enthält.
Im Oktober 1980 und Januar 1981 wurde an einem Kompilationsalbum mit zuvor unveröffentlichten Wings-/Paul-McCartney-Liedern mit dem Titel Cold Cuts gearbeitet. Im Januar 1981 erfolgte die endgültige Abmischung des Albums, das aber nicht veröffentlicht wurde.
Im Februar 1981 verließen Steve Holley und Laurence Juber die Wings; lediglich Denny Laine arbeitete bis März 1981 an dem jetzt neuen Paul-McCartney-Album Tug of War. George Harrison nahm wahrscheinlich im Januar 1981 in seinem Heimstudio das Lied All Those Years Ago, das ursprünglich für Ringo Starr vorgesehen war, als Hommage für John Lennon neu auf. Dafür änderte Harrison den Text und lud Paul und Linda McCartney sowie Denny Laine ein, den Hintergrundgesang beizusteuern. Im März/April 1981 wurde auch die Zusammenarbeit mit Denny Laine beendet, worauf dann am 27. April 1981 das Ende der Band Wings bekanntgegeben wurde.

## Die Zeit nach der Trennung

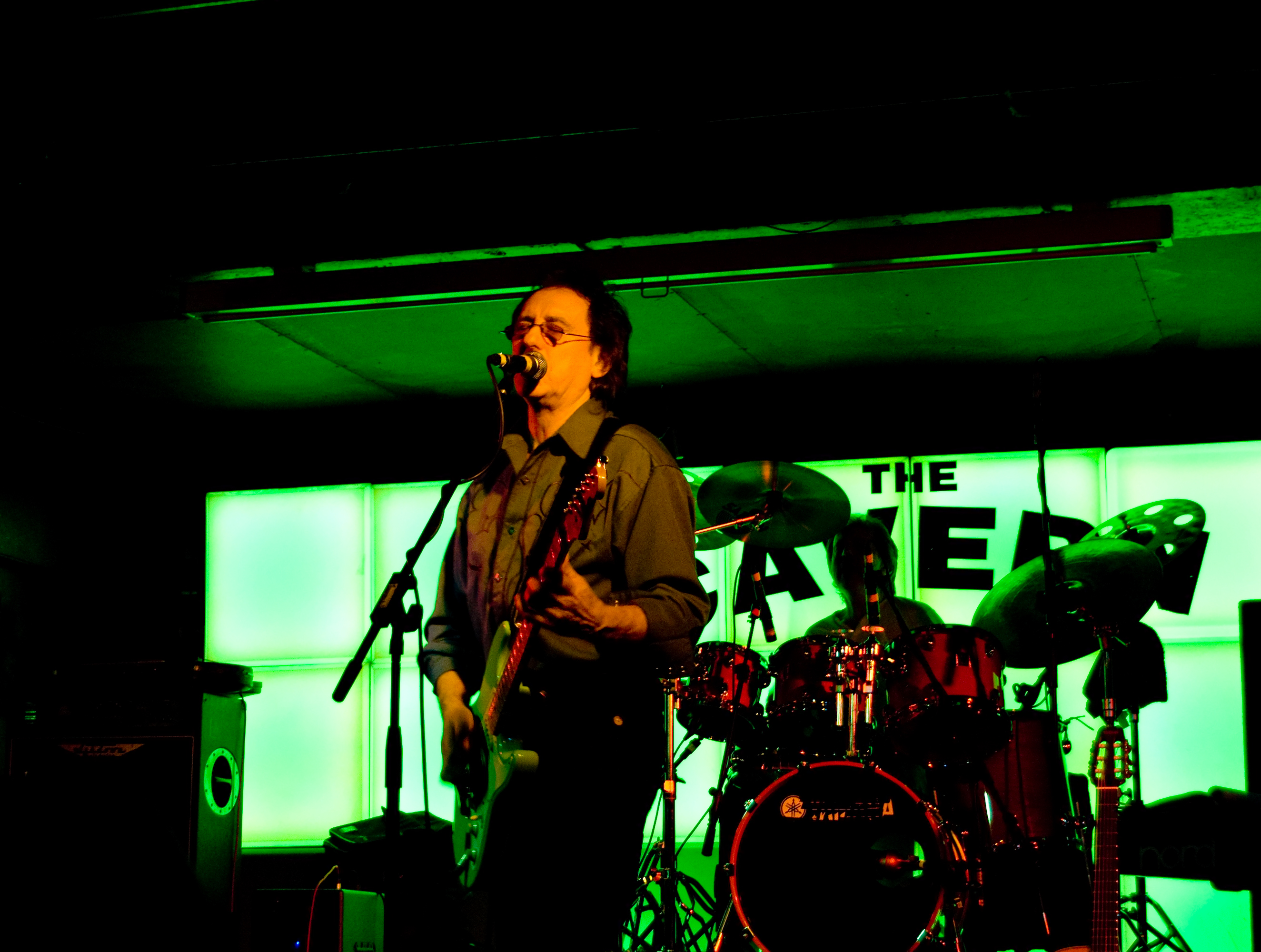
Denny Laine (2008)

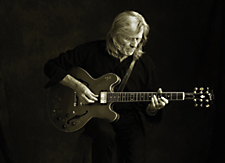
Henry McCullough (2008)

Nach der Trennung der Gruppe ließ Paul McCartney die Lieder der Wings in sein Repertoire einfließen. So erschien das Kompilationsalbum All the Best! im November 1987 auch mit Liedern von den Wings unter dem Namen Paul McCartney, und ab der Paul-McCartney-Welttournee 1989/1990 wurden Wings-Lieder auch wieder live gespielt.

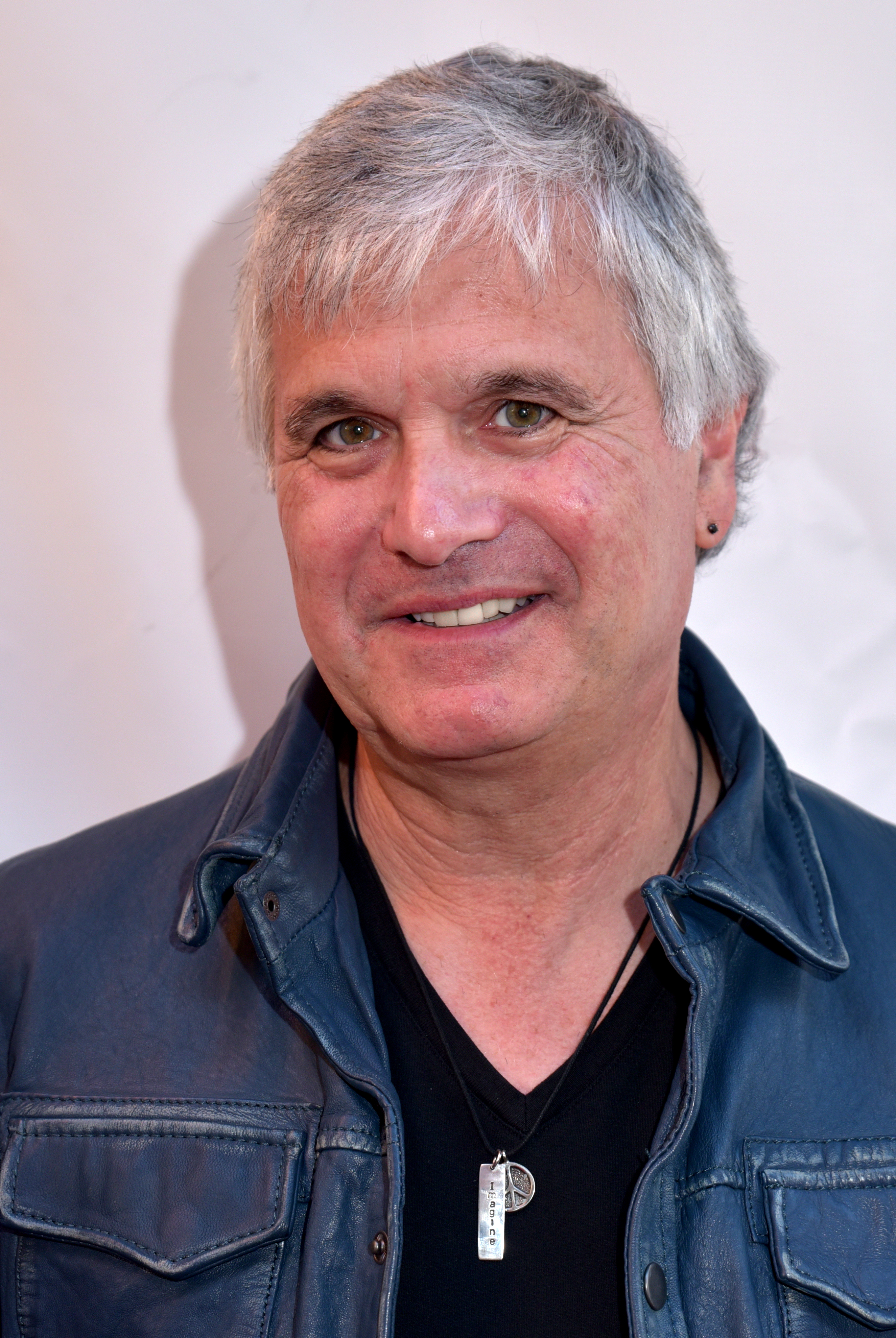
Laurence Juber, 2019

Im November 1985 wurde die Paul-McCartney-Single Spies Like Us veröffentlicht; diese enthält auf der B-Seite den bis dato unveröffentlichten Wings-Titel My Carnival, der von den Aufnahmen zum Album Venus and Mars stammt. Eine weitere Paul-McCartney-Single (Put It There) mit unveröffentlichten Wings-Liedern erschien im Februar 1990; die 12"-Vinyl-/CD-Single enthält auf der B-Seite Mama’s Little Girl (Aufnahme zu Red Rose Speedway) und Same Time Next Year (Aufnahme: Mai 1978).
Am 23. März 1997 spielten Denny Laine, Steve Holley und Laurence Juber während einer Beatles-Convention live; eine weitere musikalische Zusammenarbeit der drei ehemaligen Wings-Mitglieder fand nicht statt.
Am 17. April 1998 starb Linda McCartney. Im Oktober desselben Jahres wurde postum das Linda-McCartney-Album Wide Prairie mit sieben bis dato unveröffentlichten Wings-Liedern veröffentlicht.
Denny Laine veröffentlichte Neuaufnahmen von Wings-Liedern im Dezember 1999 auf dem Album Wings at the Sound of Denny Laine.

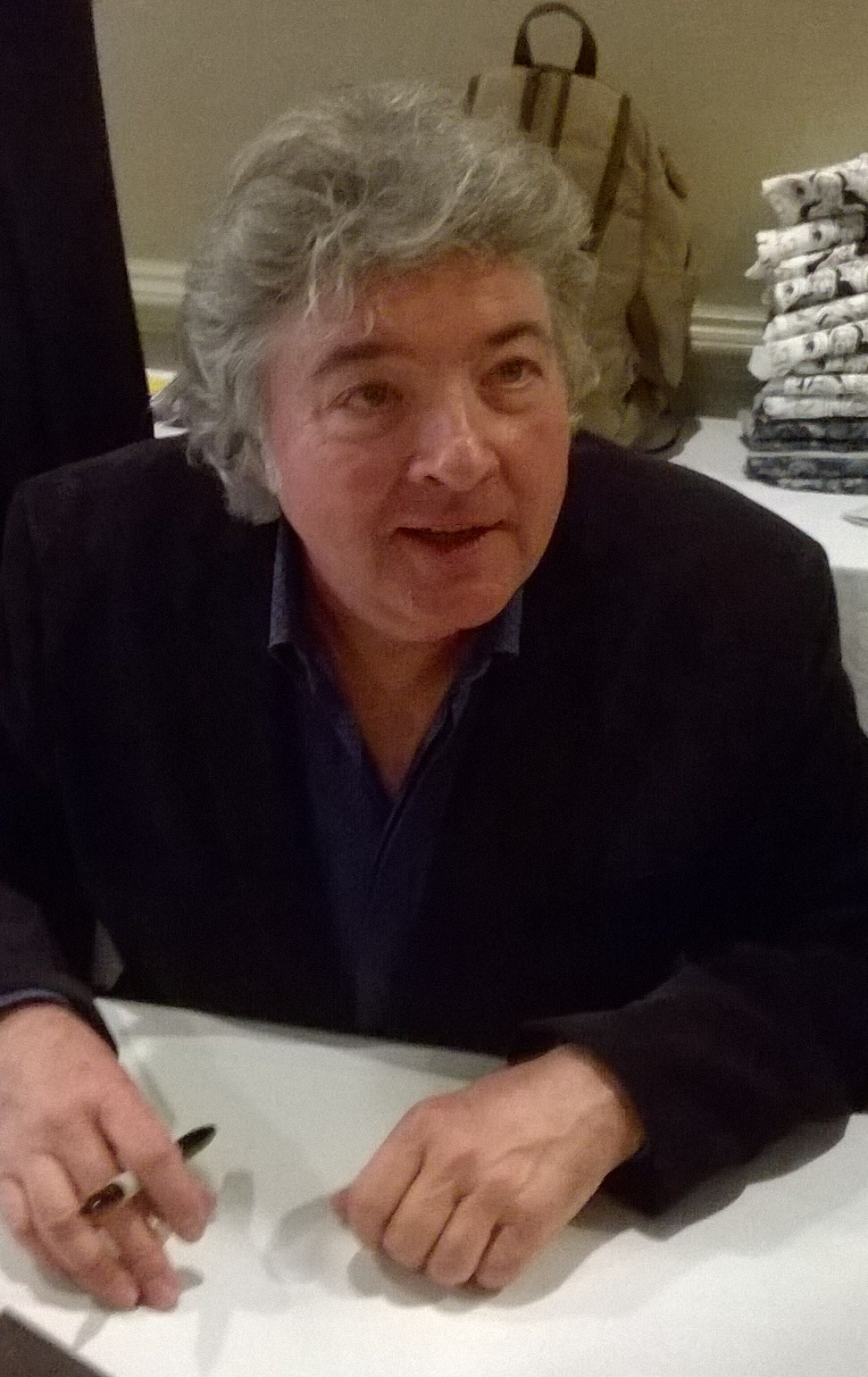
Steve Holley (2016)

Im Mai 2001 erschien das Kompilationsalbum Wingspan: Hits and History; als Interpret wurde Paul McCartney geführt. Die Auswahl der Lieder umfasst den Zeitraum vom Jahr 1970, beginnend mit dem Album McCartney bis zum Album Give My Regards to Broad Street aus dem Jahr 1984, obwohl das letzte Album der Wings Back to the Egg im Jahre 1979 veröffentlicht wurde. Parallel zur Veröffentlichung der Doppel-CD wurde in mehreren Ländern der gleichnamige Dokumentationsfilm Wingspan im Fernsehen ausgestrahlt. Der Regisseur des Films, Alistair Donald, ist der damalige Ehemann von Mary McCartney, die in dem Film ihren Vater Paul McCartney interviewt. Die Dokumentation umfasst den Zeitraum ab dem Beginn der Beziehung von Paul und Linda McCartney und behandelt im Wesentlichen die Bandgeschichte der Wings bis zu deren Auflösung.
Im Dezember 2007 fand ein Treffen von Paul McCartney und Denny Laine während eines Konzerts von UB40 statt. Eine weitere musikalische Zusammenarbeit erfolgte nicht.
Seit November 2010 werden Wings- und McCartney-Alben mit Bonusmaterial wiederveröffentlicht.
Am 14. Juni 2016 starb Henry McCullough und am 5. Dezember 2023 Denny Laine.
Am 14. Juni 2024 erschien das Paul McCartney & Wings-Album One Hand Clapping, das Studioaufnahmen aus 1974/75 enthält.

## Diskografie
Studioalben

| Jahr | Titel Musiklabel                             | Höchstplatzierung, Gesamtwochen/‑monate, AuszeichnungChartplatzierungen (Jahr, Titel, Musiklabel, Platzierungen, Wochen/Monate, Auszeichnungen, Anmerkungen) | Höchstplatzierung, Gesamtwochen/‑monate, AuszeichnungChartplatzierungen (Jahr, Titel, Musiklabel, Platzierungen, Wochen/Monate, Auszeichnungen, Anmerkungen) | Höchstplatzierung, Gesamtwochen/‑monate, AuszeichnungChartplatzierungen (Jahr, Titel, Musiklabel, Platzierungen, Wochen/Monate, Auszeichnungen, Anmerkungen) | Höchstplatzierung, Gesamtwochen/‑monate, AuszeichnungChartplatzierungen (Jahr, Titel, Musiklabel, Platzierungen, Wochen/Monate, Auszeichnungen, Anmerkungen) | Höchstplatzierung, Gesamtwochen/‑monate, AuszeichnungChartplatzierungen (Jahr, Titel, Musiklabel, Platzierungen, Wochen/Monate, Auszeichnungen, Anmerkungen) | Anmerkungen                                                  |
| Jahr | Titel Musiklabel                             | DE | AT | CH | UK | US | Anmerkungen                                                  |
| ---- | -------------------------------------------- | --- | --- | --- | --- | --- | ------------------------------------------------------------ |
| 1971 | Wild Life Apple Records (EMI)                | DE47 (5 Wo.)DE | — | CH88 (1 Wo.)CH | UK11 (9 Wo.)UK | US10 Gold · (19 Wo.)US | Erstveröffentlichung: 7. Dezember 1971 Verkäufe: + 550.000   |
| 1973 | Red Rose Speedway Apple Records (EMI)        | DE56 (1 Wo.)DE | — | CH89 (1 Wo.)CH | UK5 Gold · (16 Wo.)UK | US1 Gold · (32 Wo.)US | Erstveröffentlichung: 30. April 1973 Verkäufe: + 1.600.000   |
| 1973 | Band on the Run Apple Records (EMI)          | DE15 (46 Wo.)DE | AT29 (1 Wo.)AT | CH22 (1 Wo.)CH | UK1 ×2Platin + Doppelgold (Remastered/Archive Collection) · (135 Wo.)UK                                                                                      | US1 ×3Dreifachplatin · (161 Wo.)US | Erstveröffentlichung: 5. Dezember 1973 Verkäufe: + 8.262.000 |
| 1975 | Venus and Mars Capitol Records (EMI)         | DE11 (21 Wo.)DE | — | — | UK1 Platin · (31 Wo.)UK | US1 Platin · (79 Wo.)US | Erstveröffentlichung: 27. Mai 1975 Verkäufe: + 1.400.000     |
| 1976 | Wings at the Speed of Sound Parlophone (EMI) | DE32 (7 Mt.)DE | — | — | UK2 Gold · (36 Wo.)UK | US1 Platin · (53 Wo.)US | Erstveröffentlichung: 25. März 1976 Verkäufe: + 1.200.000    |
| 1978 | London Town Parlophone (EMI)                 | DE6 Gold · (20 Wo.)DE | AT4 (5 Mt.)AT | — | UK4 Gold · (23 Wo.)UK | US2 Platin · (28 Wo.)US | Erstveröffentlichung: 31. März 1978 Verkäufe: + 1.550.000    |
| 1979 | Back to the Egg Parlophone (EMI)             | DE16 (12 Wo.)DE | AT12 (2 Mt.)AT | — | UK6 Gold · (15 Wo.)UK | US8 Platin · (24 Wo.)US | Erstveröffentlichung: 8. Juni 1979 Verkäufe: + 1.300.000     |
| 2024 | One Hand Clapping Capitol Records (UMG)      | DE4 (2 Wo.)DE | AT8 (2 Wo.)AT | CH11 (1 Wo.)CH | UK10 (1 Wo.)UK | US74 (1 Wo.)US | Erstveröffentlichung: 14. Juni 2024                          |

grau schraffiert: keine Chartdaten aus diesem Jahr verfügbar

## Tourneen
| Name der Tournee          | Beginn            | Ende              | Anzahl der Konzerte |
| ------------------------- | ----------------- | ----------------- | ------------------- |
| Wings University Tour     | 9. Februar 1972   | 23. Februar 1972  | 11                  |
| Wings Over Europe Tour    | 9. Juli 1972      | 24. August 1972   | 25                  |
| Wings 1973 UK Tour        | 11. Mai 1973      | 10. Juli 1973     | 21                  |
| Wings Over the World Tour | 9. August 1975    | 21. Oktober 1976  | 66                  |
| Wings UK Tour 1979        | 23. November 1979 | 29. Dezember 1979 | 20                  |